# Tim LaHaye
Timothy Francis LaHaye (Detroit, 27 aprile 1926 – San Diego, 25 luglio 2016) è stato uno scrittore statunitense.

## Biografia
Tim LaHaye è stato uno stimato studioso battista della Bibbia nonché presidente del Tim LaHaye Ministries. Ha tenuto regolarmente conferenze sulle interpretazioni delle profezie bibliche in giro per gli Stati Uniti, ma, a questa attività, ha affiancato quella di romanziere, riscuotendo un successo straordinario: i suoi romanzi, infatti, a tutt'oggi hanno venduto più di 60.000.000 di copie. Due le serie più importanti, la serie intitolata Left Behind (scritta da Tim LaHaye insieme a Jerry B. Jenkins) e Babylon Rising, edita in Italia dalla casa editrice Nord, è composta da Il Serpente di Bronzo, L'enigma dell'Ararat, La Profezia di Babilonia ed Il Tesoro dell'Arca. Il protagonista dei romanzi è Michael Murphy, professore di archeologia biblica.